# Alain Timár
Alain Timár est un metteur en scène, scénographe et directeur de théâtre français. 
Il dirige et anime le Théâtre des Halles, à Avignon dans le Vaucluse, depuis 1983.
Conjointement à son travail de metteur en scène, il poursuit une activité d'artiste peintre et de plasticien.

## Théâtre

### Metteur en scène
- 1975 et 1976 : Ulysse d'après Homère (adaptation Alain Timar)
- 1977 : Amédée ou Comment s'en débarrasser de Eugène Ionesco
- 1978 : La Paix d'Aristophane
- 1979 : Lorsque 5 ans seront passés de Federico García Lorca
- 1980 : Tardieu X 8 de Jean Tardieu (adaptation Alain Timar)
- 1981 : Yes, peut-être de Marguerite Duras
- 1982 : Le Cauris de Jenny Szabo
- 1983 : Histoire encore de Samuel Beckett (Comédie/Cascando/Va et Vient/Pas moi)
- 1984 : Ani Maamin* de Elie Wiesel
- 1986 : Paysages intérieurs de Samuel Beckett (Cette fois/Ohio Impromptu/ Frament de Théâtre 2 /Acte sans paroles/Berceuse)
- 1987 : La grande roue de Václav Havel (adaptation Ivan Palec et Alain Timar)
- 1988 : Hors limites de Henri Michaux (adaptation Alain Timar)
- 1988 : Le funambule* de Jean Genet
- 1989 : L'atelier volant* de Valère Novarina
- 1989 : Rhinocéros de Eugène Ionesco (Création en hongrois) • Tournée Hongrie.
- 1990 : Rencontre* de Péter Nádas • Festival d'Avignon.
- 1991 : Il funambulo de Jean Genet (Création en italien) • Festival de Palerme, Italie.
- 1991 : Arthur K de Hervé Royer
- 1992 : L'école des génies de Miklos Hubay
- 1993 : Au bord de la vie* de Gao Xingjian
- 1994 : Signes particuliers de Pierre Bourdieu (tiré de "La misère du monde")
- 1995 : En attendant Godot de Samuel Beckett
- 1996 : Lettres indiennes de Gerty Dambury • L'Artchipel (Scène nationale de Guadeloupe) • Théâtre des Halles (Festival d'Avignon).
- 1997 : Monologues d'or et noces d'argent de Sony Labou Tansi
- 1997 : Ô vous, frères humains de Albert Cohen (adaptation Danielle Paume)
- 1998 : Inventaire d'une mélancolie de Patrick Chamoiseau (adaptation Danielle Paume)
- 1999 : Le somnambule de Gao Xingjian
- 1999 : Le funambule de Jean Genet
- 2000 : Le procès* de Franz Kafka (adaptation David Zane Mairowitz)
- 2001 : Au bord de la vie* * de Gao Xingjian
- 2002 : Les chaises* * de Eugène Ionesco
- 2002 : Pour Louis de Funès* * de Valère Novarina • Théâtre des Halles (Festival d'Avignon).
- 2003 : Le livre de ma mère de Albert Cohen • Théâtre des Halles • Festival d'Avignon.
- 2004 : Babel Taxi de Mohamed Kacimi • Clarence Brown Theatre, Knoxville, USA • Théâtre des Halles (Festival d'Avignon).
- 2005 : Regarde les femmes passer de Yves Reynaud • Théâtre des Halles • Festival d'Avignon.
- 2005 : Fin de Partie de Samuel Beckett • Scène nationale d'Albi • Théâtre des Halles (Festival d'Avignon).
- 2005 : Les Chaises de Eugène Ionesco (Création américaine), Round House Theatre, Washington, USA.
- 2006 : Les Bonnes de Jean Genet • Théâtre des Halles • Festival d'Avignon.
- 2006 : En attendant Godot de Samuel Beckett (Création en tagalog) • Festival Le Printemps français de Manille 2006, Manille, Les Philippines.
- 2007 : Le jour où Nina Simone a cessé de chanter de Darina Al Joundi et Mohamed Kacimi
- 2007 : Ubu roi de Alfred Jarry • Théâtre des Halles.
- 2008 : Je veux qu’on me parle de Louis Calaferte (adaptation Alain Timár)
- 2011 : Übü király (version Hongroise de Ubu roi) d'Alfred Jarry • Théâtre Hongrois de Cluj, Cluj-Napoca, Roumanie
- 2012 : Ma Marseillaise de Darina Al Joundi
- 2014 : Ô vous, frères humains de Albert Cohen (adaptation Danielle Paume) • Théâtre des Halles • Festival d'Avignon.
- 2014 : Le Temps suspendu de Thuram de Véronique Kanor • L'Artchipel (Scène nationale de Guadeloupe) • Théâtre des Halles (Festival d'Avignon).
- 2014 : Le roi se meurt de Eugène Ionesco (version chinoise) • Académie de théâtre de Shanghai • Théâtre des Halles (Festival d'Avignon)[2].
- 2014 : Ô vous, frères humains de Albert Cohen • Théâtre des Halles (Festival Off d'Avignon 2015).
- 2015 : Pédagogie de l'échec de Pierre Notte • Théâtre des Halles (Festival Off d'Avignon).
- 2016 - Les bêtes de Charif Ghattas
- 2016 - Tous contre tous d'Arthur Adamov (version coréenne - Séoul)[3]
- 2017 - Dans la solitude des champs de coton de Bernard-Marie Koltès
- 2018 : Dialogues des Carmélites de Georges Bernanos
- 2018 - Les carnets d'un acteur d'après Dostoïevski, Shakespeare, les Psaumes et le Qohélet (adaptation Alain Timár)
- 2018 - Lettre à un soldat d'Allah de Karim Akouche

## Expositions

### Expositions collectives
- 2013 : Parcours de l’Art : Cloître Saint-Louis et Église des Célestins, Avignon[4].

## Distinctions

### Prix
- Prix Jean-Pierre Bloch décerné par la LICRA
- Pro Cultura Hungarica
- 1990 : Le Ministère de la Culture de Hongrie attribue à Alain Timár le prix « Pro Cultura Hungarica ».

### Décorations
- Officier de l'ordre des Arts et des Lettres Il est fait chevalier en janvier 2003, et est promu au grade d’officier le 9 juillet 2014[5].
- Chevalier de l'ordre national du Mérite Il est fait chevalier le 30 janvier 2008[6] pour ses 31 ans d'activités professionnelles.